# اشویل (اوهایو)
اشویل (به انگلیسی: Ashville) یک روستا در ایالات متحده آمریکا است که در شهرستان پیکوای، اوهایو واقع شده است. اشویل ۶٫۵۰ کیلومتر مربع مساحت و ۴٬۰۹۷ نفر جمعیت دارد و ۲۱۶ متر بالاتر از سطح دریا قرار دارد.